# 福山西環状線
福山西環状線（ふくやまにしかんじょうせん）は、広島県福山市に計画されている広島県道463号津之郷山守線のバイパス、および都市計画道路の路線名である。

## 概要
既存の国道182号・国道486号の各一部とともに地域高規格道路「福山環状道路」の一部を構成。また、国道2号福山道路（地域高規格道路「倉敷福山道路」）と一体となって福山都市圏の外郭を形成する。
なお、市域内完結路線のため、路線データを除き、市名を省略した説明とする。

### 路線データ
- 起点 : 広島県福山市瀬戸町大字地頭分[1]
- 終点 : 広島県福山市駅家町大字近田[1]
- 延長 : 8.9 km （うち都市計画道路指定 8.87 km [1]）
- 道路規格 : 第1種第3級 （自動車専用道路[2]）
- 幅員
  - 土工部 : 20.5 m
  - 橋梁部 : 19.5 m
  - トンネル部 : 9.5 m、8.5 m
  - 車線幅：3.5m
- 車線数 : 4車線（暫定2車線）
- 設計速度 : 80 km/h [2]

## 歴史

### 年表
- 1998年（平成10年）
  - 6月 : 地域高規格道路「福山環状道路」の計画路線に指定。
  - 12月 : 地域高規格道路「福山環状道路」の整備区間に指定。
- 2001年（平成13年）
  - 3月29日 : 広島県告示第367号により備後圏都市計画道路1・4・003号福山西環状線（瀬戸町大字地頭分 - 駅家町近田、総延長 8.87 km 、幅員 20 m [1][3]）に指定し、都市計画決定。
  - この年度より各種調査・詳細設計等実施。

## 路線状況

### 進捗状況
2017年度（平成29年）より駅家町大橋・近田地区を皮切りに高架橋の建設工事開始。

## 地理

### 通過する自治体
- 広島県
  - 福山市

### インターチェンジなど
未供用のため、すべて仮称。また、（ ）内の路線は接続予定道路。
- 瀬戸IC・JCT（国道2号福山道路）
- 瀬戸北IC（国道2号、広島県道54号福山尾道線）
- 津之郷IC（広島県道378号御幸松永線）
- 大橋南IC（広島県営広域営農団地農道芦品地区〈芦品広域農道〉）
- 大橋北IC（広島県道396号柞磨駅家線）
- 近田IC（国道486号、広島県道395号川南近田線）